# 레지널드 모들링
레지널드 모들링(Reginald Maudling, 1917년 3월 7일 ~ 1979년 2월 14일) 은 영국의 보수당 소속 정치가였다. 그는 보수당이 차지한 내각에서 내무장관과 재무장관을 지냈으며 1965년에는 보수당 대표를 놓고 에드워드 히스와 맞붙었다. 그가 내무장관을 맡는 동안 북아일랜드에는 피의 일요일 사건이 일어났으며 이로 인해 그는 이 직을 사퇴하게 되었다.